# Euscarthmus meloryphus
Az Euscarthmus meloryphus a madarak (Aves) osztályának verébalakúak (Passeriformes) rendjébe és a királygébicsfélék (Tyrannidae) családjába tartozó faj.

## Rendszerezése
A fajt Maximilian zu Wied-Neuwied német herceg, felfedező és természettudós írta le 1831-ben.

## Alfajai
- Euscarthmus meloryphus fulviceps P. L. Sclater, 1871 vagy Euscarthmus fulviceps
- Euscarthmus meloryphus meloryphus Wied-Neuwied, 1831
- Euscarthmus meloryphus paulus (Bangs, 1899)[2]

## Előfordulása
Argentína, Bolívia, Brazília, Ecuador, Kolumbia, Paraguay, Peru, Uruguay és Venezuela területén honos. Természetes élőhelyei a szubtrópusi és trópusi száraz erdők és bokrosok. Vonuló faj.

## Megjelenése
Testhossza 11 centiméter.

## Életmódja
Rovarokkal táplálkozik.

## Természetvédelmi helyzete
Az elterjedési területe rendkívül nagy, egyedszáma ugyan csökken, de még nem éri el a kritikus szintet. A Természetvédelmi Világszövetség Vörös listáján nem fenyegetett fajként szerepel.